# Die Baskenmütze
Die Baskenmütze ist ein Roman von Hans Blickensdörfer und wurde von ihm im Jahre 1973 veröffentlicht. Er wurde ein Bestseller, der in 18 Sprachen übersetzt wurde.

## Zusammenfassung
Im Roman Die Baskenmütze erzählt der Autor von seinen Erlebnissen unmittelbar nach Ende des Zweiten Weltkriegs. Um der   Gefangennahme durch die Russen zu entgehen, gibt sich der junge Soldat Hans Blickensdörfer als Elsässer aus und gelangt so nach Frankreich, wo er sich vor dem Krieg und als Besatzungssoldat Freunde gemacht hatte. Jedoch wird er verraten, inhaftiert, wegen seiner hervorragenden französischen Sprachkenntnisse für einen Spion gehalten und in das berüchtigte Gefängnis Bonne Nouvelle in Rouen gebracht. Neben Deutschenhass, Gewalt, Hunger und Krankheit erlebt er auch Solidarität und Hilfe von Seiten der französischen Mitgefangenen. Dadurch gibt der Autor auch Einblicke in das Nachkriegstrauma in Frankreich, welches die Kollaboration unter deutscher Besatzung zu verarbeiten hat. Schließlich gelingt ihm die Flucht. Dabei trägt er eine Baskenmütze, um so seinen kahlgeschorenen Kopf zu verbergen. Nach mehreren erneuten Inhaftierungen und Fluchtversuchen kommt er schließlich unter abenteuerlichen Umständen in seine Heimat nach Deutschland zurück.

## Verfilmung
1990 wurde der Roman in einer deutsch-französischen Koproduktion als sechsteilige ARD-Miniserie mit Patrick Bach in der Hauptrolle unter der Regie von Alain Bonnot verfilmt.